# Fabão
Pour les articles homonymes, voir Azevedo.
José Fábio Alves Azevedo, plus connu sous le nom de Fabão, est un footballeur brésilien né le 15 juin 1976 à Vera Cruz. Il joue au poste de défenseur central avec le Santos FC.

## Palmarès
- Coupe du Centre-Ouest Brésilien en 2002
- Champion de l'État de Goiás en 2003
- Champion de l'État de São Paulo en 2005 avec São Paulo FC
- Copa Libertadores en 2005 avec São Paulo FC
- Coupe du monde des clubs 2005 en 2005 avec São Paulo FC

- Ballon d'argent brésilien en 2003 et 2006